# Sjunnerup
Sjunnerup är ett samhälle i Höörs socken i Höörs kommun i Skåne län. SCB avgränsade här före 2015 en småort, och från 2015 till 2023 en tätort namnsatt till Jularp och Sjunnerup då även bebyggelse i orten Jularp ingår.  Vid avgränsningen 2023 klassades området som en del av tätorten Höör

## Befolkningsutveckling
| Befolkningsutvecklingen i Jularp och Sjunnerup 2015–2020                                                                 | Befolkningsutvecklingen i Jularp och Sjunnerup 2015–2020 | Befolkningsutvecklingen i Jularp och Sjunnerup 2015–2020 | Befolkningsutvecklingen i Jularp och Sjunnerup 2015–2020 | Befolkningsutvecklingen i Jularp och Sjunnerup 2015–2020 |
| --- | -------------------------------------------------------- | -------------------------------------------------------- | -------------------------------------------------------- | -------------------------------------------------------- |
| |                                                          |                                                          |                                                          |                                                          |
| År |                                                          |                                                          | Folkmängd                                                | Areal (ha)                                               |
| 2015 | 2015                                                     |                                                          | 234                                                      | 146                                                      |
| 2020 | 2020                                                     |                                                          | 336                                                      | 147                                                      |
| Anm.: Ny tätort 2015, var tidigare en småort som 2010 hade 90 invånare på 47 hektar införlivade 2015 Jularp och Perstorp |                                                          |                                                          |                                                          |                                                          |